# Język lipo
Język lipo (lisu wschodni) – język używany przez ok. 200 tys. użytkowników z ludu Lipo w północno-centralnym Junnanie. Jest blisko spokrewniony z językiem lisu. Do zapisu służy alfabet łaciński z systemem ortograficznym stworzonym przez misjonarzy.